# Villeneuve-Saint-Germain
Villeneuve-Saint-Germain è un comune francese di 2 495 abitanti situato nel dipartimento dell'Aisne della regione dell'Alta Francia.

## Società

### Evoluzione demografica
Abitanti censiti